# Max Ferdinand Perutz
Pour les articles homonymes, voir Perutz.
Max Ferdinand Perutz, né le 19 mai 1914 à Vienne et mort le 6 février 2002 à Cambridge, est un chimiste anglo-autrichien. Lui et John Cowdery Kendrew sont colauréats du prix Nobel de chimie de 1962.

## Biographie
Issu d'une famille de tisserands juifs intégrés à la bourgeoisie viennoise, Perutz est élevé dans la foi catholique. Après des études secondaires à l'Académie de la reine Thérèse, il s'inscrit en 1932 à l'Université de Vienne. Là, au contact des cours dispensés par Friedrich Wessely, son intérêt pour la biochimie s'éveille. Après avoir réussi ses premiers examens en 1936, il dépose sa candidature en Angleterre, comme assistant de recherche au prestigieux Laboratoire Cavendish de l'Université de Cambridge : il s'agit d'un poste auprès de l'équipe de cristallographie dirigée par John Desmond Bernal. Il y prépare sa thèse de doctorat sous la direction de William Lawrence Bragg. C'est dans ce laboratoire qu'il commence à s'intéresser à l'hémoglobine et à son rôle dans le transport de l'oxygène dans le sang, thème qui occupent ensuite une part prépondérante dans sa carrière de chercheur. 
Professeur à l'université de Cambridge, il fonde en 1947 le département de biologie moléculaire qu'il dirige jusqu'en 1979.
En 1960, Perutz et Kendrew apportent pour la première fois l'explication de la structure tridimensionnelle de l'hémoglobine et de la myoglobine. En 1962, John Cowdery Kendrew et Perutz reçoivent conjointement le prix Nobel de chimie « pour leurs études des structures des protéines globulaires ».